# Монкрифф, Карен
Карен Монкрифф (англ. Karen Moncrieff, р. 1963) — американская актриса, кинорежиссёр, сценарист и продюсер, чей дебютный фильм «Голубое такси» был впервые показан на фестивале Сандэнс в 2002 году и тут же был приобретён компанией «Мирамакс» для проката. После участия в ряде крупных кинофестивалей (в Торонто, Лондоне, Довилле, Монреале) фильм получил самые лестные критические отзывы и заслужил две номинации премии независимого кинематографа Independent Spirit Award, а сама Монкрифф была названа влиятельным киноизданием Variety в числе 10 лучших сценаристов 2002 года. В 2006 году на экраны США вышел её второй фильм, драма «Мёртвая девушка».

## Биография
Карен Монкрифф обучалась в Северо-западном Университете, а также в Городском колледже Лос-Анджелеса. Перед началом работы на телевидении и кино, она участвовала в конкурсах красоты. В 1985 году она стала Мисс Иллинойс. Муж — продюсер Эрик Картен, у них есть дочь Руби, родившаяся осенью 2005 года.

## Избранная фильмография

### Режиссёрские работы
- 2002 — Голубое такси / Blue Car
- 2003 — Клиент всегда мёртв (сериал, 1 серия) / Six Feet Under
- 2004 — Прикосновение зла (сериал, 1 серия) / Touching Evil
- 2007 — Мёртвая девушка / The Dead Girl
- 2013 — Новая попытка Кейт Макколл / The Trials of Cate McCall
- 2014 — Лепестки на ветру / Petals on the Wind

### Сценарные работы
- 2002 — Голубое такси / Blue Car
- 2007 — Мёртвая девушка / The Dead Girl
- 2013 — Новая попытка Кейт Макколл / The Trials of Cate McCall

### Продюсерские работы
- 2013 — Новая попытка Кейт Макколл / The Trials of Cate McCall

## Премии и награды
- 2007 : Deauville Film Festival за Мёртвая девушка[4]
- 2006 : San Diego Film Critics Society Awards за Мёртвая девушка[5]
- 2002 : Woodstock Film Festival за Blue Car[4]